# ザ・タイピング・オブ・ザ・デッド
『ザ・タイピング・オブ・ザ・デッド』（THE TYPING OF THE DEAD）は、セガによるガンシューティングゲーム「ザ・ハウス・オブ・ザ・デッドシリーズ」（以下、HODシリーズ）をベースとしたタイピングソフトシリーズ。略称は『TOD』。PC版は主に『ゾンビ打』（ゾンビだ）のタイトルを冠してリリースされている。
本シリーズはHODシリーズのうち、『ザ・ハウス・オブ・ザ・デッド 2』をベースにしたものから開発され、これを基にした多数のソフトがリリースされたが、『2』以外のHODシリーズの設定をベースとしたソフトも発売されている。
本作をベースにした派生タイトルについても本記事で解説する。

## ザ・タイピング・オブ・ザ・デッド
『ザ・タイピング・オブ・ザ・デッド』（THE TYPING OF THE DEAD）は、HODシリーズの『ザ・ハウス・オブ・ザ・デッド 2』をベースとしたタイピングソフトである。
最初に登場したのはアーケード用（NAOMI基板）だったが、ドリームキャストやPlayStation 2、パソコン（Windows）に多数のモードを追加し移植されている。
主人公たちは巨大なドリームキャストもしくはPlayStation 2を背負いキーボードを構えており、それを武器にしてゾンビと戦う。ゲーム開始時にかな入力とローマ字入力を選択することが可能。
登場する各ゾンビの前には文章が表示され、その文章をパソコンのキーボードで入力することでゾンビを攻撃、一定時間内に文章全てを正しく入力出来ればゾンビを倒せる。
このゲームはアーケード版が初出だったこともあり、ローマ字の設定（例えば「し」を入力するとき、"SHI"か"SI"のどちらかを選択する等）が不要となっている。
他に、ゲーム中にプレイヤーのレベルに応じて難易度をリアルタイムに上下させるという『2』譲りのランクシステムも採用されている。
他のタイピングソフトは出題される単語・文章は同時に1つであるのに対し、本作では同時に2つ以上出題されるのは常となっており、出題されている単語・文章の先頭の文字を打つことでその出題文が対象となる。だがその間他の出題文の制限時間も刻々と減るため、必然的に速さが求められる。これはガンシューティングゲームをベースに作成した結果ではあるが、結果としてゲーム性を高めると同時に速さも求めるため、ゲームを楽しむ課程でタイピングスピードを格段に上げる効果を生み出すこととなった。
タイピングする単語・文章（出題ワード）は、「OKKAA」（おっかあ）など、シリーズとは無関係のものが多い。

### バリエーション
この項は本シリーズのうち、HODシリーズの『2』がベースとなっている作品のみ列挙する。
ザ・タイピング・オブ・ザ・デッド
アーケード版2000年春稼働。ドリームキャスト版は2000年3月30日に日本で発売されたのち、2001年1月には北米でも発売された。また、ドリームキャスト版を基にしたWindows版も制作され、そちらは2000年12月7日に発売された。また、アメリカにおいてはWindows版がEmpire Interactiveから2001年9月に発売された。なお、このバージョンは日本においても『ザ・タイピング・オブ・ザ・デッド USエディション』という題名で2001年9月20日に発売された。
ザ・タイピング・オブ・ザ・デッド 2003
出題文の大幅な入れ替え、上級者向けモード等が追加された。Windows版2002年12月5日発売。
ザ・タイピング・オブ・ザ・デッド 2004
子供向けのキッズモードの追加。Windows版2003年12月4日発売。
ザ・タイピング・オブ・ザ・デッド ゾンビパニック
PlayStation 2版2004年12月22日発売。
ザ・タイピング・オブ・ザ・デッド 価格改定版
『ザ・タイピング・オブ・ザ・デッド 2004』から一部機能を除いた廉価版。Windows版2005年9月22日発売。
ゾンビ打 タイピングラリアット THE TYPING OF THE DEAD
自分のクローンと対戦できるモードや、新ミニゲームなどが追加された。Windows版2006年12月7日発売。
ゾンビ打 タイピングラリアット for Mac
シリーズ初となるMac OS X専用タイトル。2007年8月30日発売。
基本は『ゾンビ打 タイピングラリアット THE TYPING OF THE DEAD』と同等の内容だが、プレイヤーキャラクターがMacintosh Classicと似たコンピュータを背負っている。
ザ・タイピング・オブ・ザ・デッド 10周年記念版
『ザ・タイピング・オブ・ザ・デッド 価格改定版』と同じゲーム内容である。Windows版2010年3月18日発売。
ザ・タイピング・オブ・ザ・デッド featuring 楽天 みんなの就職活動日記
みんなの就職活動日記とコラボして「就活モード」が追加された。Windows版2010年10月7日発売。
ザ・タイピング・オブ・ザ・デッド EX
『ザ・タイピング・オブ・ザ・デッド featuring 楽天 みんなの就職活動日記』から一部モードの削除と変更が行われた。Windows版2012年9月27日発売。

### 反響・評価（ザ・タイピング・オブ・ザ・デッド）
『ゾンビ打 FLICK OF THE DEAD』の開発者・新小田夢童が「ファミ通App」のハイネ鳥居によるインタビューの中で語ったところによると、アーケード版は当時としては斬新なゲームデザインだったが、キーボード入力が得意だと目立つため、ゲームセンターでは女性の脚光を浴びていたという。
ライターの御簾納直彦は、4Gamer.netに寄せた記事の中で、タイピングゲームのシステムをハウス・オブ・ザ・デッドシリーズに当てはめるアイデアに驚いたと評価しており、目の前にゾンビが迫るという状況と出題内容の差に思わず吹き出してしまったと振り返っている。

## ザ・タイピング・オブ・ザ・デッド 2
『ザ・タイピング・オブ・ザ・デッド 2』は、HODシリーズの『ザ・ハウス・オブ・ザ・デッド III』をベースにしたタイピングソフト。また、『ゾンビ打 タイピングラリアット THE TYPING OF THE DEAD』と共に「Wパック」の名でセット販売も行われた。Windows版2008年3月6日発売。
『ゾンビ打 タイピングラリアット THE TYPING OF THE DEAD』に体験版が収録された。様々なバージョンが発売された『ザ・タイピング・オブ・ザ・デッド』だが、本作は完全新作であり、『ゾンビ打2』が冠されている。

### 評価（ザ・タイピング・オブ・ザ・デッド 2）
ニュースサイト「Game Watch」の佐藤“KAF”耕司は同作について、『ザ・ハウス・オブ・ザ・デッド III』を基にしているだけあって、キーボードを一打するたびにゾンビへの攻撃が命中する演出によって爽快感が抜群であると評価しており、タイピングソフトとしては総合的に見て優秀であるとしている。一方、佐藤はやりこみ要素である「全国偏差値」はおおまかな客観的評価になってしまうため、絶対的なランキング表示もあるとよかったと指摘している。また、佐藤は出題内容のおもしろさを追求するあまり、若干意地悪な問題が増えた点も指摘しており、たとえば格言を無理やり合わせたようなもの（例：豆腐に腕押し）は笑える以前に腹立たしかったと述べている。佐藤はこれ以外にも、一字ずつきちんと確認する必要があるもの（例：ハラホロヒレハレ）や、記号を多用するもの（例：!!!!）などを挙げており、面白さの追求は良いことだが、最低限タイピングソフトとしての実用性を守ってほしいと述べている。

## The Typing of the Dead: Overkill
『The Typing of the Dead: Overkill』は、HODシリーズの『ザ・ハウス・オブ・ザ・デッド オーバーキル』をベースとしたタイピングソフト。SteamとSega Digital Storeで発売された。英語版のみ発売されており、日本語版の発売は未定。

## 派生作品

### ENGLISH OF THE DEAD
『ゾンビ式 英語力蘇生術 ENGLISH OF THE DEAD』（ゾンビしき えいごりょくそせいじゅつ イングリッシュ・オブ・ザ・デッド）は、2008年5月29日に発売されたニンテンドーDS用英語トレーニングアクションゲーム。
『ゾンビ打 タイピングラリアット THE TYPING OF THE DEAD』を英語学習用にアレンジした内容となっており、次々現れるゾンビが持つパネルに書かれた言葉を英語に訳し、タッチペンで書いて倒していく。トレーニングモードやボス戦だけを行うモードもある。
設定はHODシリーズの『2』と同様だが、1人プレイ専用のため、ゲーリーは一切登場しない。ただし、ある条件をクリアするとエイミーが使えるようになる。

### ゾンビ打 FLICK OF THE DEAD
『ゾンビ打 FLICK OF THE DEAD』（ゾンビだ フリック・オブ・ザ・デッド）は、2012年5月10日配信開始されたiOS専用アプリ。有料で配信（配信開始時はオープニングセールで無料）され、新ステージのアンロック料金がかかる。2024年現在はダウンロード不可能。
『ザ・タイピング・オブ・ザ・デッド』をベースにタイピングをフリック入力に置き換えて移植した作品。
HODシリーズの『2』の設定をベースとしたScenarioモードに加え、ボス戦のみのBossモードや、早打ちを主題としたDrillモードがある。ステージを高ランクでクリアすると、新ステージがアンロック料金が割引になるシステムがあった。
TODシリーズとは異なって主人公たちは何も背負っておらず、代わりにスマートフォンを手に持っている。ハード性能上、演出が一部簡略化されている。

#### 評価（FLICK OF THE DEAD）
「ファミ通App」の浅葉たいがは同作のレビュー記事の中で、元々フリック入力に慣れていた自分でも目の前のゾンビに慌ててフリックミスが頻発し、慣れた後も後半のステージは難しすぎたと述べている。